# شیرگره، اوتار پرادش
شیرگره، اوتار پرادش (به انگلیسی: Shergarh) یک منطقهٔ مسکونی در هند است که در Bareilly district واقع شده‌است.

## خصوصیات
شیرگره ۱۲٬۶۵۱ نفر جمعیت دارد و ۲۵۴ متر بالاتر از سطح دریا واقع شده‌است.